# Saatbau Linz
Die Saatbau Linz (bis 2013 Oberösterreichische Landessaatbaugenossenschaft) mit Sitz in Leonding ist die größte genossenschaftliche Organisation für Pflanzenzüchtung und Saatgutvermehrung in Österreich. 3100 Landwirte sind die Besitzer der Genossenschaft. Sie produzieren Saatgut diverser Kulturarten für den österreichischen und ausländischen Saatgutmarkt. Die Saatbau Linz ist eine Landesgenossenschaft des Raiffeisenverbandes Oberösterreich.
Mit den Geschäftsbereichen Saatgutproduktion, Vertragslandwirtschaft und Preisabsicherung erzeugt die Saatbau nicht nur Saatgut, sondern realisiert auch Vermarktungs- sowie Preiskonzepte. 
Die Saatbau Linz ist ein internationales Unternehmen mit 10 Niederlassungen im Ausland.

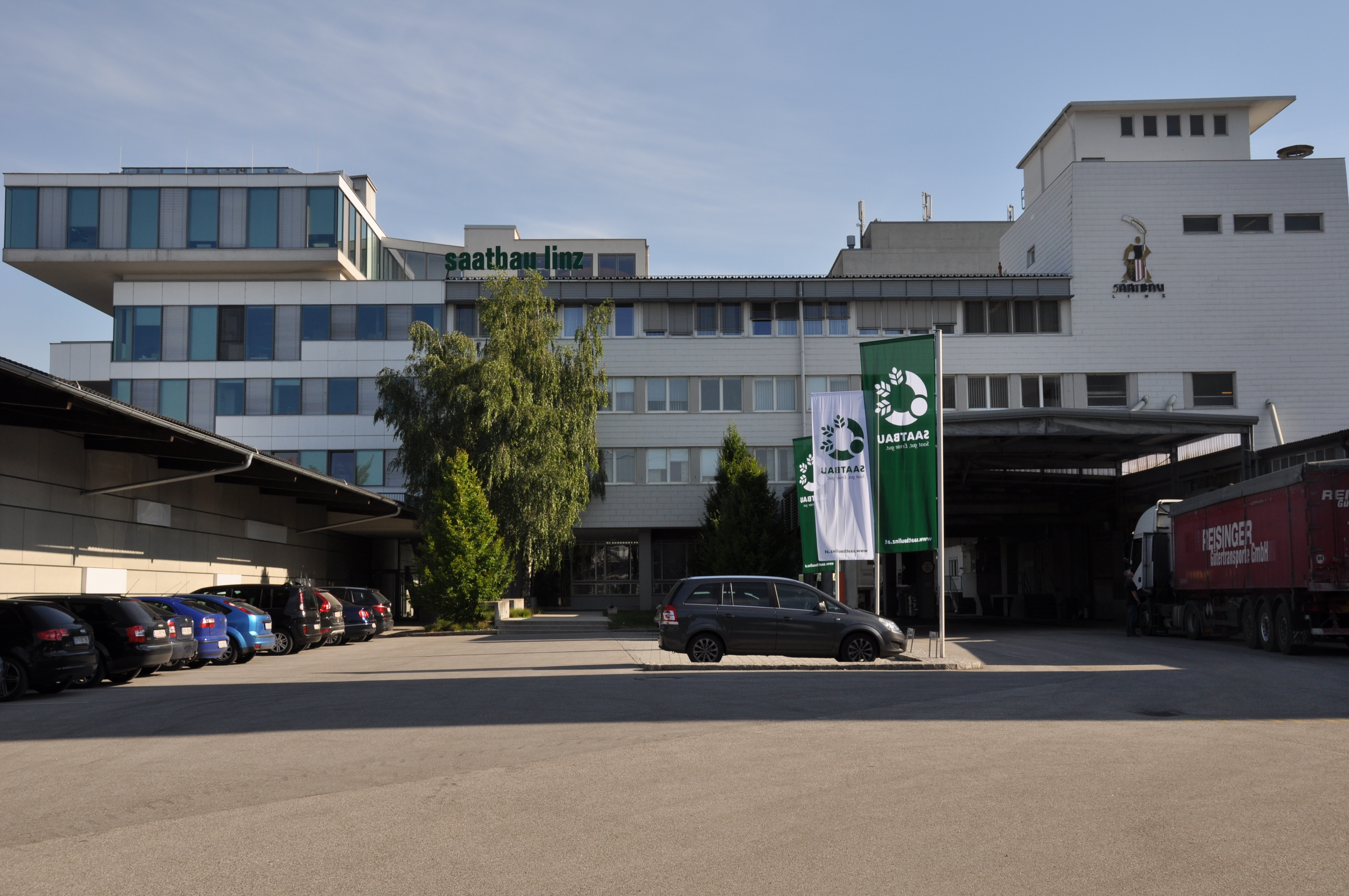
Saatbau Zentrale in Leonding

## Geschäftsbereiche

### Saatgut
Das Unternehmen beschäftigt sich mit mehr als 85 Kulturarten und hat dazu aktuell 380 Sorten für die konventionellen sowie für biologische Landwirtschaft bis zu Produkten für Haus und Garten im Angebot. Rund die Hälfte der Kulturarten wird über Vermehrungen selbst produziert.
In der Maiszuchtstation Schönering (Gemeinde Wilhering) in OÖ wird seit 1978 Körner- und Silomais gezüchtet. Die nach konventionellen Methoden hergestellten Maishybriden liegen im Reifebereich FAO 200-350.
Vor Markteinführung werden diese im europäischen Versuchsnetz (Gemeinschaftliches Sortenamt) auf Ertrag, Qualität und agronomische Eigenschaften geprüft.
Nach erfolgreich absolvierter Sortenprüfung und Aufnahme in die Sortenliste können die neuen Hybriden vermarktet werden. Der Handel mit Mais-Saatgut ist im Sortenschutzgesetz und Saatgutrecht geregelt.
Bei den Kulturen Winterraps, Soja und Getreide besteht eine Züchtungszusammenarbeit mit der Saatzucht Donau, an der die Saatbau Linz und die Probstdorfer Saatzucht zu je 50 % beteiligt sind.

### Erntegut
Seit 1994 ist die Saatbau Linz in der Vertragslandwirtschaft aktiv – seit 2006 als Saatbau Erntegut, einer Tochter der Saatbau Linz. In zahlreichen Projekten wird eine transparente Vertragskette von den Landwirten bis zum jeweiligen Verarbeiter organisiert, mit dem Ziel, die Versorgung der Lebens- und Futtermittelwirtschaft mit agrarischen Rohstoffen höchster Güte sicherzustellen und für alle Beteiligten einen Mehrwert zu generieren.

## Geschichte

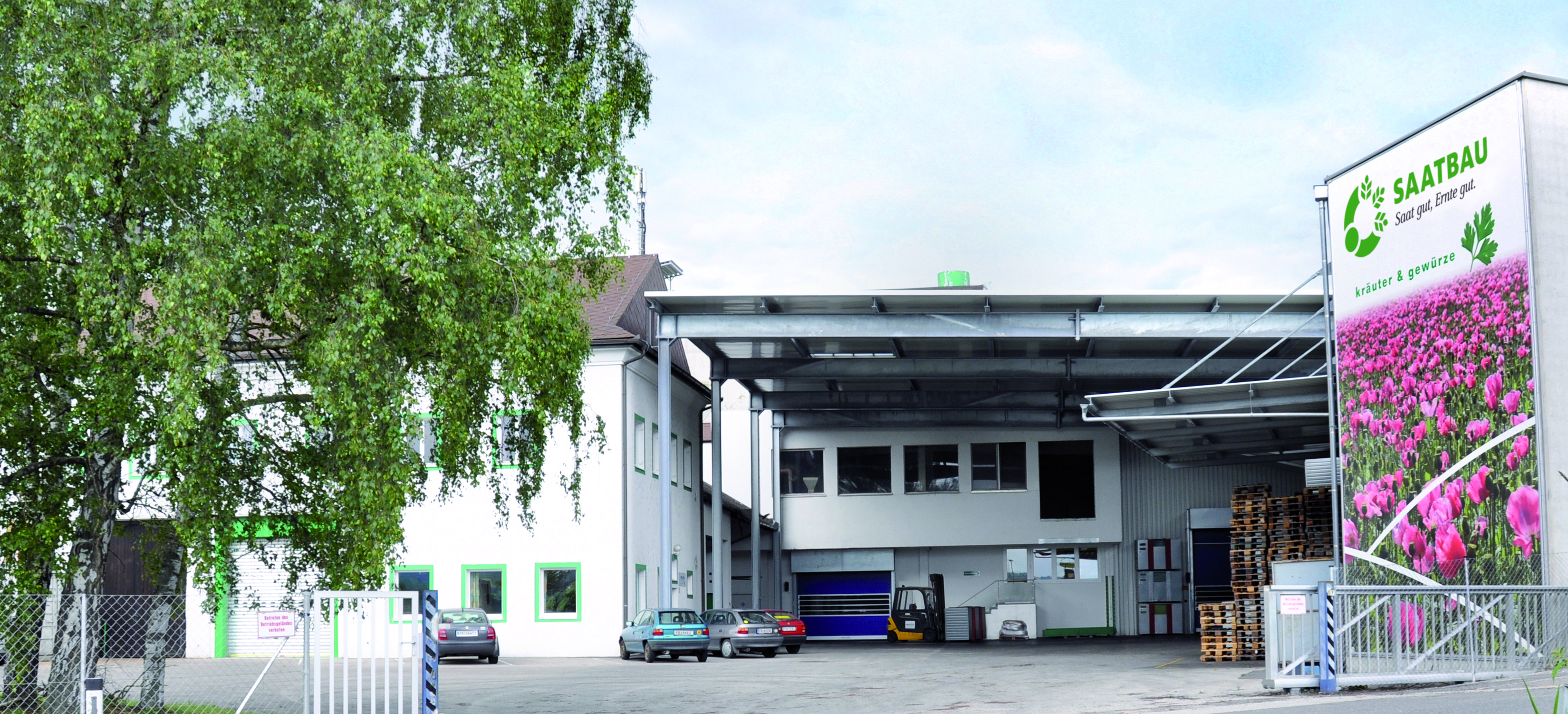
Kräuter & Gewürze - Center in Kefermarkt

Die Saatbau Linz entstand 1950 durch die Vereinigung von fünf Einzelgenossenschaften (den 1945 gegründeten Saatgutgenossenschaften Linz, Freistadt, Otterbach, Arnreit und Wels) mit zentraler Geschäftsführung und Verwaltung in Linz und vier Außenstellen mit Saatgutübernahme und Aufbereitung.
1961 wurde der Neubau der Saatgutzentrale in Leonding (unmittelbar westlich des Linzer Stadtgebiets an Linz-Wegscheid) mit einem 2.500-t-Siloraum, einer Saatgutaufbereitungsanlage und einem Bürogebäude eingeweiht. 
Im Jahre 1972 stieg die Saatbau Linz in die Hybridmais-Saatgutproduktion ein.
1987/88 wurde der Standort Leonding ausgebaut, neben einer Containertrocknungsanlage für Mais, Sämereien und Leguminosen wurde auch eine Hochleistungssaatgutverarbeitungsanlage mit Siloraum für 10.800 t errichtet. Durch die Übernahme der OÖ. Kräuterbaugenossenschaft im Jahr 1995 erfolgte der Einstieg der Saatbau Linz in die Sparte Kräuter und Gewürze. Zur Jahrtausendwende wurde mit der Probstdorfer Saatzucht die gemeinsame Tochterfirma Saatzucht Donau gegründet, die die Züchtungsaktivitäten beider Firmen bei Getreide sowie Öl- und Eiweißpflanzen konzentriert, die Vermarktung der entwickelten Sorten erfolgt weiter von den Mutterfirmen unabhängig voneinander.
Das Inzuchtlinienproduktionscenter (IPC) in Schönering zur Aufbereitung von Mais-Inzuchtlinien und Mais-Vermehrungssaatgut wurde im Jahr 2008 neu gebaut, im Jahr darauf in Geinberg eine Maisbeizanlage errichtet. 2014 wurde in Geinberg eine neue moderne Saatmaisanlage mit der Kapazität von ca. 13.500 t nassem, unentlieschtem (noch mitsamt den Hüllblättern, auch Lieschblättern genannt) Kolbenmais pro Saison errichtet.

## Niederlassungen

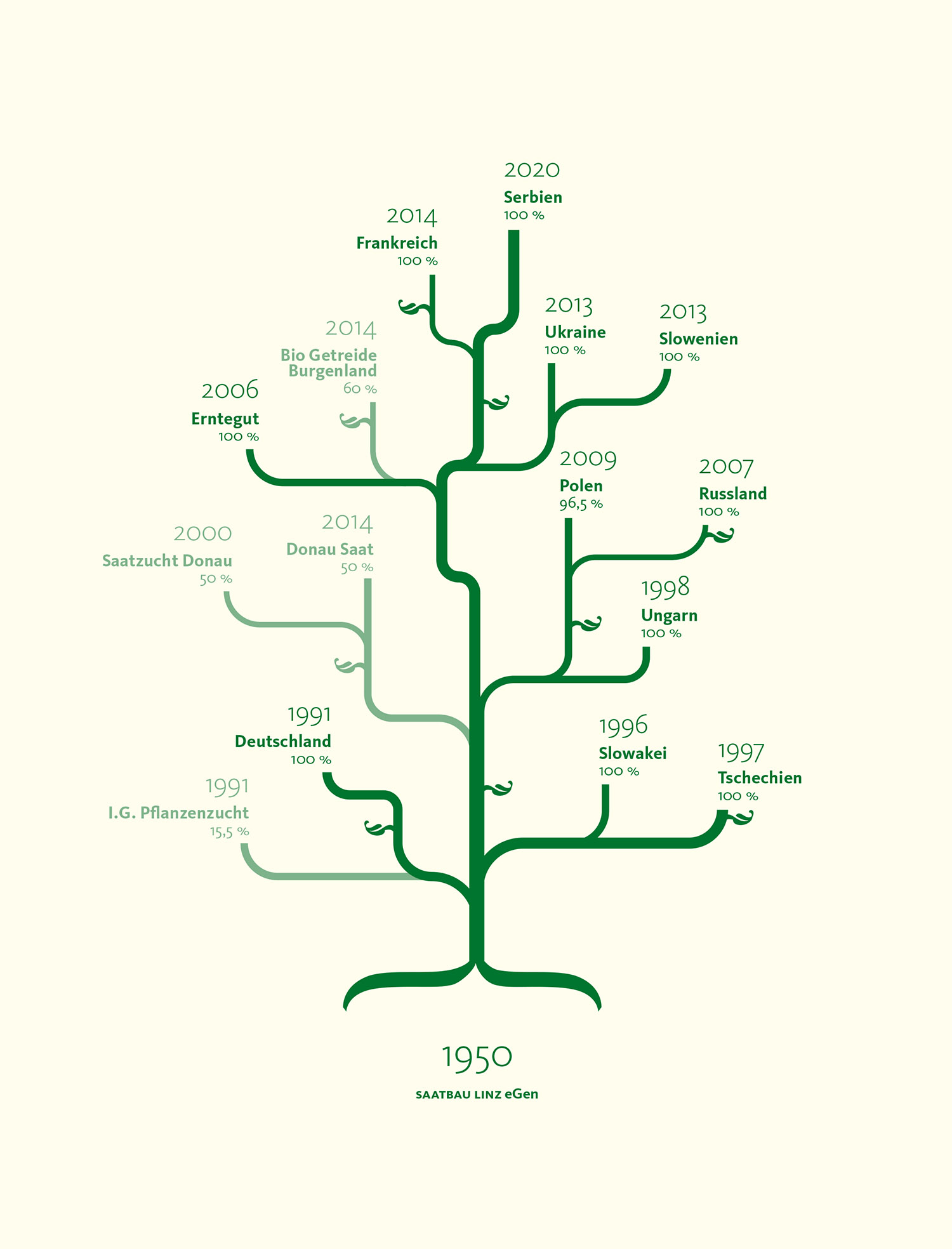
Historischer Stammbaum und Gründungsjahre der Töchterunternehmen.

Das Unternehmen besitzt Niederlassungen und Tochtergesellschaften in der Tschechischen Republik, in der Slowakei, in Ungarn, Russland, Deutschland, Polen, Slowenien, der Ukraine, Frankreich und Serbien. 
Daneben bestehen mit Stand 2021 Beteiligungen an der Saatzucht Donau GmbH., der Donau Saat, der Bio Getreide Burgenland sowie der der IG Pflanzenzucht.